# 奧朗山
44°51′32″N 6°11′48″E / 44.85889°N 6.19667°E

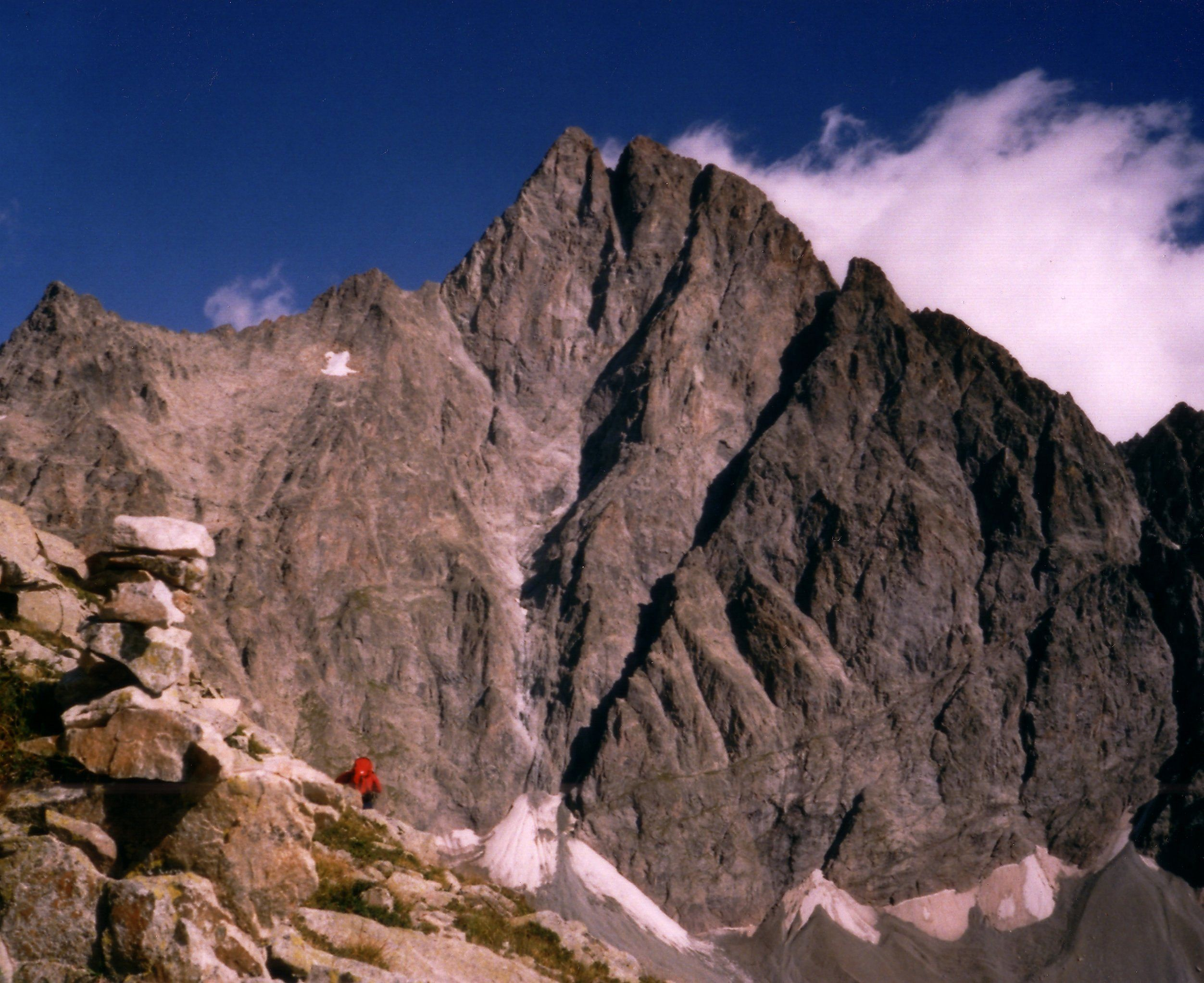

奧朗山（法語：L'Olan），是法國的山峰，位於該國東南部，由羅訥-阿爾卑斯大區負責管轄，屬於多芬阿爾卑斯山脈中埃克蘭山的一部分，海拔高度3,564米，每年平均降雨量1,410毫米，人類在1875年7月8日首次登頂。